# Dicrostonyx
Dicrostonyx is een geslacht van zoogdieren uit de onderfamilie van de woelmuizen (Arvicolinae). De wetenschappelijke naam van het geslacht werd in 1841 gepubliceerd door Constantin Wilhelm Lambert Gloger.

## Soorten
Er worden 7 soorten in dit geslacht geplaatst:
- Dicrostonyx groenlandicus (Traill, 1823) – Groenlandse halsbandlemming
- Dicrostonyx hudsonius (Pallas, 1778) – Gekraagde lemming
- Dicrostonyx nelsoni Merriam, 1900
- Dicrostonyx nunatakensis Youngman, 1967
- Dicrostonyx richardsoni Merriam, 1900
- Dicrostonyx torquatus (Pallas, 1778) – Halsbandlemming
- Dicrostonyx unalascensis Merriam, 1900